# The Look
"The Look", scris de Per Gessle și interpretat de Roxette, a fost lansat ca single în 1989 pe albumul Look Sharp!. Piesa a urcat pe prima poziție în U.S. singles chart în 1989 devenind primul succes de poziția #1 al trupei în SUA și a atins poizția #7 în UK Singles Chart. Cântecul s-a mai clasat pe prima poziție în topruile muzicale din alte 24 de țări.